# رباط الأحزوم (السبرة)

تعديل مصدري - تعديل

رباط الأحزوم هي إحدى قرى عزلة زبيد بمديرية السبرة التابعة لمحافظة إب، بلغ تعداد سكانها 296 نسمة حسب تعداد اليمن لعام 2004.